# Sari Essayahová
Sari Essayahová (* 21. ledna 1967 Haukivuori) je bývalá finská atletka, která se věnovala zejména sportovní chůzi, mistryně světa v chůzi na 10 km z roku 1993, později politička a poslankyně finského a Evropského parlamentu.

## Sportovní kariéra
Z otcovy strany je marockého původu. V první polovině 90. let 20. století patřila k předním světovým chodkyním. Čtyřikrát se zúčastnila mistrovství světa v atletice – v roce 1987 došla do cíle závodu na 10 kilometrů chůze devatenáctá, v roce 1991 získala na této trati bronzovou medaili a v roce 1993 na světovém šampionátu zvítězila. Při svém čtvrtém startu v roce 1995 skončila čtvrtá. Zvítězila rovněž na mistrovství Evropy v roce 1994. Dvakrát startovala na olympiádě – v Barceloně v roce 1992 skončila v závodě na 10 kilometrů chůze čtvrtá, v Atlantě o čtyři roky později šestnáctá.

## Politička
Po skončení sportovní kariéry se věnovala politice. V roce 2003 byla za křesťanské demokraty zvolena do finského parlamentu, v roce 2009 získala mandát poslance Evropského parlamentu. V roce 2012 kandidovala v prezidentských volbách – skončila na posledním místě, když získala 2,5 % hlasů. Roku 2015 byla opětovně zvolena do finského parlamentu a následně se stala předsedkyní křesťanských demokratů.